# Port Barrington (Illinois)
Port Barrington est un village des comtés de Lake et McHenry dans l'Illinois, aux États-Unis,. Le village était baptisé, jusqu'en 2003, Fox River Valley Gardens. Situé en limite des deux comtés, il est fondé en 1927 et incorporé le 2 juin 1962.

## Démographie
Lors du recensement de 2010, le village comptait une population de 1 517 habitants. Elle est estimée, en 2016, à 1 494 habitants.

## Source de la traduction
- (en) Cet article est partiellement ou en totalité issu de l’article de Wikipédia en anglais intitulé « Port Barrington, Illinois » (voir la liste des auteurs).